# Драчково (Минская область)
Драчково — агрогородок в Смолевичском районе Минской области Белоруссии. Административный центр Драчковского сельсовета. Расположен в 26 км на юг от города Смолевичи, на автодороге Смолевичи-Смиловичи, около реки Вожа (приток Плисы), в 40 км от Минска.

## История

### В составеВКЛиРечи Посполитой
Село известно с XVI столетия. Впервые упоминается как село в 1552 году, когда входило в состав Смолевичского имения в собственности Николая Радзивилла Рыжего. Было населено крестьянами-данниками. 
В 1571 году – дворянская собственность в Минском повете.
В 1586 году было 38 дымов, 2 семьи, 45 волок земли.
Согласно переписи 1588 года был 41 крестьянский двор, в пользовании 45 волок земли, 11 огородников без земли, в имении Смолевичи Смолевичской волости.
В 1592 году – село в Минском воеводстве ВКЛ.
В 1628-29 годах упоминается в «Ревизии имения на военной службе татарам отданное», 7 служб данников принадлежали татарскому роду Тивечевичей.
В 1621 году было 89 дворов, 40 волок земли.
В 1640 году – 112 дымов. 
В 1652 году – село в составе имения Волма, собственность Б.Радзивилла.
В 1655-60 годах разграблено во время войны 1654-1667 годов между Россией и Речью Посполитой.
В 1665 году был 91 двор, 84 двора пустовали.
С 1737 года собственность рода Радзивиллов (Анны и ее сыновей), до этого времени было заложено, и было в собственности у дворян Костровских.
В 1738 году – 25 дворов. В 1758 году – 22 двора.

### В составеРоссийской Империи
После Второго раздела Речи Посполитой в 1793 году - в составе Российской империи.
С 1795 года в составе Смиловичской волости Игуменского уезда Минской губернии.
В 1800 году в селе было 22 двора, 154 жителя (по других данных – 21 двор, 137 жителей), деревянная униатская Косьмодемьяновская церковь, корчма, деревянный хозяйский дом, собственность князя Д.Радзивилла.
В 1858 году – деревня в составе имения Петровичи, собственность князя Витгенштейна.
В апреле-мае 1872 года крестьяне оказывали сопротивление во время переписи их домашних животных для продажи с торгов в целях покрытия недоимок. Наиболее активные участники волнений были арестованы.
В 1887 году была открыта школа грамоты, в которой в 1890 году училось 27 мальчиков. 
В мае 1885 года жители самовольно пасли свой скот во владениях помещика, были стычки с лесной стражей.
Согласно переписи 1897 года было 56 дворов, 500 жителей, Косьмодемьяновская церковь, корчма. 
В начале XX века – село, 82 двора, 517 жителей, работала церковно-приходская школа (в 1910 году было 30 учеников).

### После 1917
Согласно переписи 1917 года было 100 дворов, 601 житель.
С февраля по декабрь 1918 село было оккупировано войсками кайзеровской Германии, с августа 1919 по июль 1920 – войсками Польши.
С 1919 – в БССР. С 20 августа 1924 – центр Драчковского сельсовета Смиловичского района Минской округи (до 26.7.1930), с 18.7.1931 в Смолевичском районе, с 20.2.1938 – в Минской области.
В 1926 году было 119 дворов, 644 жителя, открыт пункт ликвидации безграмотности среди взрослого населения, работала рабочая школа 1-й ступени (83 ученика, из которых 21 девочка). 
В 1929 году был создан колхоз «Новый мир», который в 1932 году объединял 15 хозяйств.
В советско-финскую войну погибли 2 жителя.
В ВОВ с конца июня 1941 по 07.07.1944  - оккупировано, 28 жителей погибли на фронтах, 27 - от фашистского террора, 2 – в партизанской борьбе. В двух братских могилах похоронены 97 советских воинов и партизан, в память о них в 1951 и 1965 была создана скульптура воина и стела.
В 1959 году было 485 жителей, в сельсовете 3175 жителей.
С 25.2.1962 – в Минском районе, с 6.1.1965 – в Смолевичском районе.
В 1971 году было 230 дворов, 705 жителей.
В 1988 году было 280 дворов, 700 жителей, центр совхоза «Заречье», который объединял 11 населенных пунктов.
В послевоенные годы перестали существовать деревни Кравча (1979), Полянка (1977), Лягушки (1977), хутор Подкрестье (1977), Машенное (1967), Побратимовка.

### В настоящее время
В 1996 году было 320 хозяйств, 951 житель, животноводческая ферма, средняя школа, Дом культуры, библиотека, столовая, сберкасса, аптека, детсад-ясли, 3 магазина.
С 2013 года – агрогородок, 289 хозяйств, 867 жителей. Есть лесничество, средняя школа, Дом культуры, библиотека, столовая, амбулатория, аптека, отделение связи, комплексный приемный пункт, детсад-ясли, 4 магазина. Работает Косьмодемьяновская церковь (построена деревянной в 1875 году, обложена кирпичом и увеличена в 1989). Памятником древности является большой камень с древней надписью. Согласно легенде он служил обозначением границы монастырской земли.

## Культура
- Историко-краеведческий музей государственного учреждения образования «Драчковский УПК д/с-СШ»

## Достопримечательность
- Братская могила (1941-1944 гг.)  Историко-культурная ценность Республики Беларусь, шифр 613Д000573

## Галерея

Воинский мемориал